# Anthophora onosmarum
Anthophora onosmarum är en biart som beskrevs av Morawitz 1876. Anthophora onosmarum ingår i släktet pälsbin, och familjen långtungebin. Inga underarter finns listade i Catalogue of Life.